# Landolf VI de Bénévent
Pour les articles homonymes, voir Landolf.
Landolf VI de Bénévent (mort le 7 novembre 1077) il est le 9e  et dernier prince lombard de Bénévent de 1059 à sa mort et règne comme vassal du Saint-Siège

## Origine
Landolf VI est le fils aîné de Pandolf III qui le nomme corégent dès août 1038. Il est également le frère de cet Aténolf qui entre en rébellion en 1041 vraisemblablement parce qu'il n'a pas été aussi associé au trône  et qui après l’échec de sa révolte se réfugie chez les normands qui le reconnaisse comme « princeps » de Bénévent.

## Conflit avec l'empereur et le pape
En 1047, l'empereur Henri III effectue une descente dans le sud de l'Italie afin de réaffirmer son autorité. Sa belle mère Agnès de Bourgogne met à profit cette expédition pour effectuer un pèlerinage au Sanctuaire de Monte Gargano, au retour elle se présente devant Bénévent où l'on refuse de la recevoir. Afin de venger cet affront l'empereur met le siège devant la cité pendant que son obligé le Pape Clément II excommunie Pandolf III, Landolf VI et les habitants. Le siège est finalement levé, cependant les princes de Bénévent hostiles à l'empire comme aux normands et aux byzantins sont trop faibles pour résister. Par ailleurs au défi de la principauté à la famille impériale s'ajoute également un conflit lié la fuite de la ville de Dauferius, l'oncle de Landolf VI. Dauferius qui se réfugie auprès de  Guaimar IV de Salerne après avoir commencé sa vie religieuse à l'abbaye de Cava. Landolf VI se rend personnellement à Salerne afin de rencontrer Guaimar et négocier le retour de Daufer. Ce dernier accepte de revenir à Bénévent avec l'assurance que son choix de faire profession monastique serait respecté. En juin 1058 Dauferius devient sous le nom de Didier abbé du Mont-Cassin.
En 1050, le pape Léon IX effectue un  pèlerinage au Monte Gargano et confirme l'excommunication des  princes de Bénévent. Les habitants de la cité chassent alors leurs princes et envoient une  ambassade  à Rome afin de proposer de mettre leur ville sous la dépendance du Pape. En avril 1051, le cardinal Humbert de Moyenmoutier et Dominique IV Marango le patriarche de Grado, entrent à Bénévent pour recevoir la soumission de la cité au nom du pape. Le 5 juillet, le pape lui-même  fait son entrée dans sa nouvelle cité et en prend possession  en son nom et en celui de l'empereur.

## Prince vassal du Saint-Siège
Au lendemain de la bataille de Civitate qui voit la défaite le 18 juin 1053 de Léon IX face aux normands d'Onfroi d'Apulie et de Richard Ier d'Aversa, le pape est emprisonné à Bénévent doit abandonner sa souveraineté sur la cité le 12 mars avant de mourir en avril 1054. Les habitants invitent alors leurs princes Pandolf III et Landolf VI à revenir et à partir de janvier 1055, ils règnent de nouveau sur la cité de Bénévent et sur une partie de leur principauté  mais comme vassaux du nouveau pape Victor II. Landolf VI redevient corégent de son père et en août 1056 son fils Pandolf IV de Bénévent, est également associé au trône. Probablement en 1059, Pandolf III l'Ancien abdique et entre au monastère de Sainte-Sophie de Bénévent, laissant le trône à son fils Landolf VI et à son petit-fils et Pandolf IV de Bénévent.
Landolf VI ne parait plus  qu'épisodiquement dans les sources par la suite. En 1065, il est réprimandé par le pape Alexandre II qui lui reproche de « convertir les juifs par la force » . Il est présent le 1er octobre 1071 lors de la consécration de la nouvelle abbaye de Mont-Cassin. En août 1073, il  prête serment de  fidélité au pape Grégoire VII, son suzerain, et promet de respecter les droits des habitants de Bénévent. Grégoire VII commence à prendre l'habitude de séjourner  dans le palais de Landolf VI à Bénévent, qu'Aimé du Mont-Cassin dénomme « lo, plus grande palaiz  ».  Landolf VI ne semble plus être effectivement à la tête de la principauté lorsque son fils Pandolf IV  est tué  lors d'un combat contre les normands le 7 février 1074. Landolf VI disparaît lui-même le 7 novembre 1077  et après lui  l'ancienne principauté de Bénévent  passe sous la domination directe du Saint-Siège.

## Source
- (en) Cet article est partiellement ou en totalité issu de l’article de Wikipédia en anglais intitulé « Landulf VI of Benevento » (voir la liste des auteurs), édition du 3 mars 2014.